# Antioquia
Antioquia là một trong 32 tỉnh ở tây bắc trung bộ Colombia, giáp Biển Caribe. Phần lớn diện tích là núi non với vài thung lũng, phần lớn thuộc dãy núi Andes. Tỉnh lỵ đóng ở thành phố Medellín. Tỉnh này có diện tích 63.612 km², dân số là 6.845.093 người. Tỉnh được thành lập năm 1856 và năm 1886